# Sinabang

Straße in Sinabang

Sinabang ist die Hauptstadt der Insel Simeuluë vor der Küste  Sumatras (Indonesien). Nach einem Erdbeben am 28. März 2005 wurden große Teile der Stadt durch ein Feuer zerstört.
Sinabang verfügt über einen Hafen im Zentrum der Stadt sowie einen modernen Hafen am Stadtrand.

## Persönlichkeiten
- Ernst de Jonge (1914–1944), niederländischer Widerstandskämpfer, geboren in Sinabang